# Ред бул стратос
Ред бул стратос (енгл. Red Bull Stratos) је један од бројних маркетиншких и комерцијалних пројекта у екстремним спортовима познате светске куће Red Bull GmbH за производњу енергетских напитака Ред бул из Аустрије, у коме је један од најпознатијих БАСЕ падобранаца Феликс Баумгартнер извео скок из стратосфере са висине од око 38.969,4 m, из специјалне капсуле и хелијумом напуњеног балона, и тиме надмашио рекорд пуковника Џозефа Китинџера, који је успешно скочио са висине од 31.000 m, и рекорд Малкома Роса у лету балоном (34.668 m).
Након што је реализација Ред бул стратос пројекта, првобитно планираног за 9. октобар 2012. године, више пута је одлагана због јаких ветрова на простору Новог Мексика, коначно је успешно остварена 14. октобра 2012. Тако је захваљујући овом пројекту Феликс Баумгартнер постао први светски „суперсонични“ падобранац.

## Историја
- Феликс Баумгартнер и компанија Red Bull GmbH 2005. године започели су сарадњу и прве договоре како би поставили основе за реализацију пројекта Ред бул стратос. Овим пројектом је реализацијом падобранског скока из стратосфере требало, поред маркетиншке и материјалне користи за њене учеснике, поставити неколико светских рекорда у падобранству и проширити границе могућности људског тела на великим висинама.[5]
- Године 2007. под техничким руководством Арта Томпсона, започело је планирање и организација тимова за реализацију пројекта. Те године у компанији енгл. Sage Cheshire Aerospace у Ланкастеру, Калифорнија, САД започет је развој капсуле.[6]
- Године 2008. Ред бул стратос тиму се прикључује пуковник Џозеф Китинџер члан енгл. National Aviation Hall of Fame и званични рекордер у скоку падобраном и први пут састаје са Феликсом Баумгартнером. Компанија Дејвид Кларк (енгл. David Clark Company) те године по први пут у историји астронаутике прихвата да произведе висинско одело за неки од невладиних ваздухопловних програма.[7]
- Године 2009. Феликс Баумгартнер је први пут извео обуку и применио нову висинску обуку у одело под притиском, укључујући неколико падобранских скокова из авиона са 27.000 стопа.
- Медицински тим пројекта се проширује, а на место руководиоца тима постављен је да један од учесника у програму и члан посаде Спејс шатла, ваздухопловни лекар Џонатан Кларк, који је са својим тимом започео развој превентивномедицинских сигурносних протокола. Те године започео је и развој падобрана падобранских система, а обезбеђен је је и хелијумски балон намењен успону специјално конструисане капсуле на велике висине.
- Јануара 2010. године, први пут је објављено да ће Феликс Баумгартнер уз помоћ тима научника и спонзорство Red Bull GmbH, покушати да постави светски рекорд у скоковима падобраном из стратосфера.[8] Баумгартнер је према овим најавама требало да обави скок са висине од 36.600 m из капсуле прикачене за балон испуњен хелијумом, и постане први падобранац који је скочио са највеће висине и сопственим телом „пробио“ границу брзине звука.[9][10][11]
- Дана 12. октобра 2010. године, Red Bull GmbH је објавио да се реализација пројеката привремено одлаже, због тужбе суду поднете од стране Данијела Хогана. Хоган је у тужби поднетој Вишем суду Калифорније, са седиштем у Лос Анђелесу, САД априла 2010. године, тврдио да је он 2004. осмислио идеју о падобранским скоковима са ивице стратосфере, а да су компанија Red Bull GmbH и Баумгартнер украли ту његову идеју.[12][13] Након што је тужба решена у ван судском поступку јуна 2011. године,[14] 5. фебруара 2012. године Дејли Телеграф је објавио да ће реализација пројекта Ред бул стратос бити настављена.[15]

## Циљ пројекта
Др Џонатан Кларк, медицински директор, у својој изјави за јавност, најбоље илуструје неке од циљева које је требало остварити у пројекту Ред бул стратос:
| „ | Ми ћемо овим пројектом поставити нове стандарде у авијацији. Никада пре Феликса није неко достигао брзину звука без улажења у авион. Ред Бул стратос пројект има за циљ да тестира нову опрему и развије нове процедуре за боравак човека на великим висинама и савладавање екстремних убрзања. Циљ пројекта је да се унапреди безбедност „свемирских професионалаца“, као и потенцијалних свемирских туриста. | ” |

Пројакат Ред бул стратос имао је више циљева; 
- маркетиншки за потребе компаније „Red Bull GmbH“
- такмичарски или спортски са намером да се поставе или превазиђу бројни рекорди у падобранству остварени пре више од 50 година (1960),[17]
- па све до „озбиљнијих“—научних који је требало да дају одговоре на безброј питања, у бројним неистраженим областима ваздухопловне и космичке медицине, ваздухопловства и астронаутике.

Овим пројектом по први пут је требало савладати звучну баријеру људским телом (без летелице) и сазнати шта се у том тренутку у њему дешава. Такође требало је прикупити и мноштво других података о променама у људском телу које се могу јавити у случају хитног напуштања свемирских и других летелица у стратосфери и прикупити безброј научних података о карактеристикама промена у телу и заштитној (висинској) опреми за будуће пројекте. како би се наставило са унапређењем безбедности летења на великим висинама.

## Метеоролошки услови неопходни за реализацију пројекта
Један од основних и значајних фактора који су могли бити од утицаја на успешност реализације пројекта Ред бул стратос, биле су метеоролошке појаве и њихова непредвидивост, као једна од карактеристика времена, које су могле да се јаве или погоршају у моменту реализације пројекта.

### Ветар
У моменту реализације пројекта у атмосфери није смело да буде ветра, јер је осетљивост система на ветар расла са величином балона који је у пројекту Ред бул стратос био изузетно велики (850.000 m³).
Опасност од удара ветра била је највећа у току полетања балона. Хелијумски балон чији су зидови дебели само 0,002 cm (или 10 пута тањи од врећице за сендвич), могли су се лако поцепати ако би били ухваћени од стране вишетонског крана који је позиционирао балон и капсулу у моменту лансирања.
Зато је полетање балона одлагано неколико дана, све до коначне реализације пројекта 14. октобра 2012. године, јер је брзина ветра тих дана била већа од 2 km на час на нивоу тла и до неколико стотина метара на већој висини.
Утицај ветар и његове брзине на балон и капсулу стално је праћен и током коначне реализације пројекта – посебно када је балон био на граници стратосфере, где је турбуленција уобичајена појава. Одређивање правца и брзине ветра на различитим висинама омогућавало је тиму на земљи да прати кретања балона усмераваног струјањем ветра, и предвиди зону слетања, чак и пре лансирања балона.

### Падавине и влажност
За реализацију пројекта одсуство падавина, било у виду снега, леда, кише или магле, било је од изузетног значаја, јер би у супротном оне могле да теже угрозе видљивост али и учинак балона.
Падавине било које врсте, па чак и вишак влаге, могао би да спречи лансирање балона и реализацију пројекта, јер би прекомерни утицај влаге и мраза изазвао накупљање леда на балону, што би ометало полетање или пењање балона. Потенцијално створен лед, тежак више стотина килограма, додатно би оптеретио целокупну тежину опреме (балона и капсуле) и значајно утицао на брзину, трајање и висину успона.

### Облачност
У складу са прописима Федералне агенције за авијацију САД, предвиђено је да балон примењен у пројекту Ред бул стратос не сме летети ако је на небу облачност већа од 5/10 или ако је хоризонтална видљивост (у сваком тренутку) мања од 5 km.
Ови услови видљивости на небу неопходни су како би се омогућило боље визуелно праћење успона балона и капсуле, а Феликсу Баумгартнеру пружили најбољи могући услови за његово правилно усмеравање у току слободног пада.

### Активности сунца
Активности Сунца, као што су сунчане ерупције и брзина експлозивних активности на његовој површини, редовно су праћене у пројекту Ред бул стратос. Наведене активности Сунца су могле да утичу на појаву „соларних олуја“, а оне на рад ГПС система преко сателита и радио комуникација кроз атмосферу. Срећом, захваљујући развоју метеорологије, прогнозери су могли више дана унапред да уоче долазеће соларне олује којима је за постизање ефеката у атмосфери Земље, потребно много времена - обично више дана. То је обезбеђивало, стручном тиму пројекта, доста времена да правовремено изврше планирања датума реализације пројекта, како би се у току мисије избегле сметње изазване активностима Сунца.

### Праћење и предвиђање метеоролошких услова
Пошто су напред наведени метеоролошки фактори могли бити од директног утицаја на реализацију Ред бул стратос пројекта, тим метеоролога минуциозно је све време анализирао претходне и тренутне временске профиле. Применом компјутерских модела за прогнозу времена они су настојали да што тачније предвиде временске услове у атмосфери до висине од 40 km, и својим саветима помогну руководећем тиму у доношењу коначне одлуке о дану и часу лансирања и других одлука у току реализације мисије.
Чак и у случају неочекиване промене временских услова, само неколико сати пре полетања или током саме мисије, метеоролошки тим је био у стању да контролном (руководећем) тиму пројекта правовремено обезбеди континуирано обавештавање о метеоролошким условима, како би он Феликса правовремено обавестио о свим важним променама неопходним за безбедан лет.

## Потенцијалне опасности и медицински проблеми које је требало решити у пројекту
Ако би у току реализације пројекта Ред бул стратос тело Феликса Баумгартнера, чак и на краће време, остало незаштићено, његов организам и физиолошки процеси у њему би били изложени негативним утицајима средине који владају у стратосфери, и у таквим условима он би могао би да преживи само неколико секунди. Две највеће опасности биле су оштећења и губитак притиска у оделу или капсули и случајно отварање падобрана. Да је дошло до оштећења одела на висини већој од 19.200 метара (Армстронговој граници), где вода кључа на температури тела, Феликсу би прокључала крв, а ослобођени гасни мехурићи и хипоксија (због недостатка кисеоника) изазвали би Феликсову смрт.
Листа негативних утицаја и потенцијалних опасности
- Температуре далеко испод нуле (>-80 °C)
- Премало кисеоника за дисање у стратосфери (до 0mmHg).[22]
- Тенденција неконтролисаног окретања (тумбања) у току слободног пада
- Притисак ваздуха, толико низак, да без физичке и физиолошке заштите изазива поремећаје праћене „хладним кључањем крви“.
- Декомпресиони поремећаји (баротраума, декомпресиона болест) у случају оштећења физиолошке заштите (одела и капсуле).[23]
- Ултраљубичасто зрачење
- Екстремне вредности брзине и убрзања

Иако у стратосфери не влада потпуни вакуум, број молекула ваздуха и кисеоника у њему је тако мали, да у овим условима човек може да борави (без фаталних последица) само уз примену одговарајућих мера техничке и превентивно–медицинске заштите. Зато је за потребе овог пројекта развијен читав низ медицинских и других процедура заштите, које су проистекле из вишегодишњег проучавања негативних утицаја краткотрајног и дуготрајног излагања неповољним утицајима висине организма пилота, падобранаца и космонаута.
Користећи ова искуства, тим лекара и дугих специјалиста у оквиру пројекта Ред бул стратос створио је систем и протоколе заштите организма Феликса Баумгартнера од неповољних утицаја висине, који је у овом пројекту подржан: специјално дизајнираном капсулом под натпритиском, висинским оделом са заштитним шлемом и пратећим кисеоничким системом, с циљем да се минимизирају ризици и последице утицаја високе надморске висине.

### Промене у атмосфери са висином
Атмосфера земље почев од њене површине полагано постаје све ређа и постепено нестаје у свемиру. Не постоји коначна (јасна) граница између земљине атмосфере и свемира, али је из практичних разлога она одређена тзв. Кармановом линијом или висином од 100 (118) km. До ове границе атмосфера је подељена на три дела: мезосферу (6-20 km), стратосферу (20-50 km) и тропосферу (50-85 km). Три четвртине масе земљине атмосфере налази се унутар мезосфере или 11 km од површине Земље. До висине од 32 km (средишни део стратосфере) садржано је 99% укупне масе атмосфере, а преосталих 1% отпада на висину од 1.000 km.
Реализацију пројекта Ред бул стратос Феликс Баумгартнер је започео са висине од 39.045 m, или из стратосфере, која се простире између мезосфере и тропосфере, од 20 до 50 km висине, и у којој су гасови одвојени у облику слојева према њиховој тежини. То је најнегостољубивији део земљине атмосфере, у коме се температура непрестано снижава од -55 °C (на средњим ширинама и на половима) до -85 °C (на екватору), а затим расте све до 0 °C у стратопаузи. У таквим условима изложен великим температурним разликама Феликс Баумгартнер је провео извесно време у слободном паду.
Стратосфера, се у свом доњем делу зове још и озоносфера. Слојеви стратосфере су нестабилни због температурне инверзије. Разлог лежи у распадању молекуларног кисеоника (О2) у озон (О3) под утицајем Сунчевих краткоталасних (200 nm), ултравиолетних зрака. Кисеоник апсорбује ове по човека штетне зраке и при томе се дели и везује у троатомски облик кисеоника-озон. Што је већа удаљеност од Земље, већи је удео соларних УВ зрака па тиме и удео озона. Стратосфера садржи 90% атмосферског озона. Са опадањем атмосферског притиска и порастом соларног зрачења највећа концентрација озона јавља се на висинама од 20 до 50 km. Високе концентрације озона јављају се такође у озонским рупама (озонским рукавцима) озоносфере, које се могу пружати у дубину атмосфере до 14 km.
У напред наведеним физичким карактеристикама стратосфере одвијао се слободног пад Феликса Баумгартнера па је његово тело било изложено великим температурним променама и интензивном УВ зрачењу, од којих га је штитило специјално дизајнирано висинског одело са термогрејачима и слојем ваздушних комора испуњених топлим ваздухом, и заштитна кацига са заштитним визиром од УВ зрачења.
Оно што је такође било од посебног значаја за боравак Феликса Баумгартнера на висини већој од 39 km је и пад атмосферског притиска и недостатак кисеоника у ваздуху или пад парцијалног притиска кисеоника у атмосфери, који је на висини изнад 19.000 m (Армстронгове границе) раван нули (што је приказано на доњој табели).
Парцијални притисак кисеоника рапидно опада са висином, а то снижење одговара опадању целокупног барометарског притиска (види табелу десно) у атмосфери. У односу на ниво мора, где парцијални притисак кисеоника износи 159 mmHg, на 11.000 m он износи 1/4 или 37 mmHg, а на 19.000 m, или на нивоу Армстронгове границе, 0 mmHg.
| Висина (m)                                      | Атмосферски притисак (mmHg) | Притисак О2 у ваздуху (mmHg) | Притисак О2 у плућима (mmHg) | Притисак СО2 у плућима (mmHg) |
| на нивоу мора                                   | 760 (664-803)               | 159                          | 109                          | 40                            |
| 5.500                                           | 380                         | 75                           | 40                           | 31                            |
| 11.000                                          | 155                         | 37                           | 12                           | 30                            |
| 15.000 Функционална (витална) граница атмосфере | 87                          | 18                           | 0                            | 30                            |
| 19.000 Армстронгова граница атмосфере           | 47                          | 0                            | 0                            | 30                            |
| 30.480                                          | 8,4                         | 0                            | 0                            | 30                            |

С обзиром да кисеоник одржава живот, снижење барометарског притиска на 87 mmHg, колико износи парцијални притисак водене паре и угљен-диоксида у плућима (што одговара висини од 15.000 m)—онемогућава улаз кисеоника из спољашње атмосфере у алвеоле плућа јер су оне већ испуњене (заузете) укупним барометарским притиском који одговара парцијалном притиску угљен-диоксида и водене паре. Како оба ова гаса потичу из влажне средине тела, ништа се не би променило и кад би се околни ваздух састојао од чистог кисеоника.
Зато за висину од 15.000 метара кажемо да је то функционална (витална) граница атмосфере, на којој је „време чисте свести“ након наглог губитка притиска (нпр декомпресије капсуле или висинског одела и кациге) само 15 секунди, што значи да би живот Феликса Баумгартнера на овој висини зависио искључиво од мале резерве кисеоника у његовом телу која износи око 1 литар.

### Дизбаризам
Као последица боравка и искакања са великих висина, у мисији Ред бул стратос, постојала је опасаност да у случају било какве грешке и отказа опреме у телу Феликса Баумгартнера због излагања хипобарије настану баротрауматски поремећаји у телесним шупљинама и декомпресиона болест. Дизбаризам, праћен наведеним поремећајима у телу Феликса Баумгартнера је могао настати нагло и неконтролисано праћен експлозивним губитком притиска у случају хаварије на капсули балона или отказа системима за регулацију притиска и дисања, оштећења висинске опреме (висинског одела и кациге) или недовољне (лоше прорачуната) количине кисеоника у боцама потребне за дисање до окончања падобранског скока.
Дизбаризам је у овој мисији могао бити последица:
- нагле неконтролисане декомпресије (промене притиска гасова) у капсули балона, након хаваријског снижавања притиска, због квара или неконтролисаног отварања врата капсуле и грешке у управљању системима
- нагле неконтролисане декомпресије (промене притиска гасова)у Феликсовој заштитној опреми (оделу и заштитној кациги), због неправилне подешености опреме, квара на заштитном оделу, отказа или губитка дела заштитне опреме и кисеоничког система са кацигом.

Основни узрочник декомпресионе болести, која се у овим условима могла јавити у телу Баумгартнера, били би гасни мехурићи азота због наглог пада парцијалног притиска кисеоника у његовим плућима изазвани променом амбијенталног притиска који би из раствореног стања у крви и ткивима прешли у гасне мехуриће, који би се потом нагомилали у телесним течностима и ткивима Баумгартнера.
У току боравка на великим висинама, када се због ниског парцијалног притиска кисеоника, гасови удишу под повишеним притиском како би се компензовала снижена вредност атмосферског притиска, долази до њиховог повећаног растварања у течностима организма. Са повећањем притиска удахнутог ваздуха (што се дешавало и у телу Феликса Баумгартнера са порастом висине лета), настаје лагано растварање гасова у течностима ткива све до одређене количине која представља максимално засићење течности гасовима на достигнутом притиску.
Уколико би се притисак у ваздуху који удише Феликса Баумгартнера нагло смањио, дошло би до издвајања гаса из течности ткива, његовог тела, како би се поново постигао притисак околине. Уколико би се притисак смањивао постепено, гас би се издвајао без икаквих проблема. Међутим, уколико би се промена притиска вршила убрзано, (као што је то случај након наглог губитка притиска у капсули балона), или заштитном оделу), молекули гаса би се груписали у гасне мехуриће. Тада би притисак у плућима Баумгартнера био мањи од притиска у херметизованој капсули или оделу. Растворени гасови, би тежили да се издвоје из ткива (у чему би предњачио азот ). Ако не би могли да се издвоје довољно брзо формирали би мехуриће, што би могло довести до појаве декомпресионе болести. Ако би пропусти у декомпресији били већи, болест би се јавила брже и по правилу знаци болести би били тежи, а ако би пропусти били мањи симптоми би се јавили касније и вероватно би се радило о лакшем облику декомпресионе болести. У зависности од тога где би дошло до накупљања мехурића, зависило би и у којим ткивима и органима Баумгартнера би дошло до поремећаја. Постоје докази да би неоткривени, занемарени или асимптоматски декомпресиони поремећаји могли довести и до неповратног органског и функционалног оштећења организма Феликса Баумгартнера.
Како би се спречили и правовремено открили ови поремећаји, и превентивно деловало, опрема је редовно проверавана у свим фазама мисије а лекар тима Ред бул стратос је детаљно прегледавао Феликса Баумгартнера, непосредно након доскока и перманентно неколико наредних дана над њим вршио здравствени надзор.

### Слободни пад (брзина и убрзање)
У току пројекта Ред бул стратос планирано је да тело Феликса Баумгартнера слободним падом савлада брзину звука, односно да достигне и превазиђе - брзину којом се крећу звучни таласи кроз ваздух. Брзина звука у ваздуху, зависи од густине ваздуха и температуре нпр у хладнијем ваздух, звук путује спорије.
На око 30 km надморске висине, пројектом је планирано да се тело Феликса Баумгартнера мора кретати брзином већом од 1.110 km на сат како би достигло брзину звука, познату и као 1 мах. Како је тело Феликса (14. октобра 2012. године у току реализације пројекта) достигло брзину од 1.340,59 km на час, он је био први човек у историји који је сопственим телом савладао и превазишао брзину звука.

### Кружно кретање (тумбање)
Ротација тела (кружно кретање-тумбање) код слободног пада какав је планиран у мисији Ред бул стратос био је посебно опасан јер се на великим надморским висинама, због мањих сила пригушивања у разређеној атмосфери, тумбање може јавити у свим правцима и свим степенима интензитета у било којој фази слободног пада тела.
Зато је у току слободног пада, једно време Феликса Баумгартнер био животно угрожен, јер је изгубио контролу над кретањем тела које је било изложено кружној ротацији (тумбању) у смеру глава–пете, око попречне осе тела, због; дејства силе успорења (силаском у гушће слојеве атмосфере) и дејства ветра или ваздушних струјања у атмосфери.
Истраживања (енгл. Walchner-а) током 1958. године, спроведена на висини од 83.000 ft (25.000 m), показала су да људско тело може да развије брзину ротирања (тумбања) и до 465 обртаја/мин.
Слична истраживања (енгл. Weiss, Edelberg, Charland, и Rosenbaum) која су они 1954. вршили на животињама и људима, како би установили границе толеранције тела на ротацију, показала су да ако је центар ротације у пределу срца, несвестица код људи настаје у року 3 до 10 секунди на 160 обртаја/мин, а да је фатална брзина ротације од 400 обртаја/мин.
Тумбање изазива комбинација позитивног и негативног убрзања, а учинак варира од локације центра ротације. Када је, срце центар ротације, кардиодинамички и општи циркулациони поремећаји су максимални. Истраживања на животињама су показала да је на 150 обртаја/мин, са центром ротације у срцу, артеријско-венска разлика притиска и пулса сведена на мање од 5 mmHg а срчани излаз на нулу. У ткивима се у овим условима, јавља недостатак кисеоника и појава хипоксије, а у мозгу крварења из оштећених зидови крвних судова због јако великих вредности систолног притиска изазваног ротацијом. Тај осећај изазван прерасподелом крви у телу услед тумбања Феликс је овако описао по повратку на земљу:
Хидраулични учинци, прерасподеле крви у току ротације најизраженији су у оним регионима тела који су најудаљенији од центра ротације. Када је центар у доњим деловима тела, може се јавити; конјуктивално крварење, периорбитални оток и крварење у синусима и средњем уву.
Праг (нивои) вредности за појаву петехијалних крварења у конјунктивама су експериментално одређени, и варирају; са центром ротације у карличном гребену, од 3 сек на 90 обртаја до 2 минута на 50 обртаја/мин, и са центром у срцу, од 4 секунде на 120 обртаја/мин до 10 минута на 45 обртаја.
Имајући у виду да је Феликс, након повратка на земљу навео доживљај јаког притисак крви у очним јабучицама, може се претпоставити да је он доживео јак кардиодинамички и општи циркулациони поремећај, са нагоном на повраћање изазван убрзањем, на граници губитка свести. Накнадном обрадом података утврђено је да је број обртаја његовог тела у току тумбања био око 60 у минути, и да је трајало око 13 секунди.

## Опрема
Главни делови опреме, посебно дизајнирани, произведени и коришћени у пројекту Ред бул стратос били су: балон за велике висине (енгл. high altide ballon), капсула (енгл. capsule), висинско (пресуризовано) одело (енгл. pressure suit et hemmet), падобрански системи (енгл. parachute system), грудни пакет (енгл. chest pack).

### Балон за велике висине
|                                | Карактеристике |
| ------------------------------ | --- |
| Тип                            | - Аеростатички ваздухоплов без властитог погона, примењен у пројекту, био је стандардно дизајниран балон. Његова конструкција и израда заснивала се на истим оним принципима и материјалима који се преко 60 година примењују за израду балона који се у научне сврхе примењују за летове на великим надморским висинама (са људском посадом, или без ње). - Балон на велику висину подиже и одржава га у ваздуху разлика у специфичној тежини спољног ваздуха и унутрашњег гаса. - Унутрашњи гас је хелијум (који је мање специфичне густине од околног атмосферског), којим се пре полетања пунио балон. Хелијум је био подесан за ову намену, јер не само да је лакши од ваздуха, већ је незапаљив и нетоксичан (за атмосферу ако у њу доспе). |
| Материјал                      | - Балон је израђен од полиетиленских (пластичних) трака високих перформанси, дебљине, само, 0,002 сm. - Укупна површина, полиетиленских трака балона је 161.874 m². - У структуру балона инкорпорирана су полиестерска влакна, која имају за циљ да ојачају полиетиленске траке на оним местима која су предвиђена да трпе оптерећења прикаченог терета (капсуле, падобрана и друге опреме). |
| Величина, тежина, обим и облик | - Балон примењен у пројекту имао је запремину 850.000 кубних метара (и био је 10 пута већи од балона Јозефа Китинџера из 1960). - Потпуно отворен балон, са порастом висине ширио се до облика у виду неправилне лопте, која је на 39.000 m изнад мора имала висину зграде од 55 спратова. - Дужина ненапуњеног балона, пре лансирања, била је 180,56 m. - Висина самог балона, на полетању, била је 167,6 m, а висина балона од његовог врха до дна капсуле 211,86 m. - Тежина ненапуњеног балона била је 1.681 килограма. - Величина балона на 39.000 м изнад мора, била је 102 m у висину и 129 m у пречнику. |

|                                                   |                                                             |
| Балон коришћен у пројекту сличан је овом из 1998. | Елевациона крива висине (km) и брзина пењања балона (m/min) |

### Капсула
Капсула под повишеним притиском, са специјалним седиштем и пратећом опремом за прикупљање важних научних података за будуће мисије, омогућила је екстремном спортисти Феликсу Баумгартнеру, вишечасовни боравак у најнегостољубивијем слоју земљине атмосфере—стратосфери. Капсула са својим системима за одржавање живота, до достизања задане висине за падобрански скок, штитила је све време физиолошке системе Феликса Баумгартнера од екстремних услова који владају у стратосфери: температуре и до – 65 °C, ултравиолетног зрачење, сниженог садржаја кисеоника и сниженог ваздушног притиска. Захваљујући уграђеним системима у капсулу, Феликсовом телу је омогућена регулација: температуре у висинском оделу, нормални притиска ваздуха и кисеоника у плућима за њихово константног снабдевања кисеоником, што је омогућавало природно дисање, без потребе за дисањем под натпритиском и веће напрезање плућа и срчано-судовног система.
Капсула је конструисана и произведена у фирми Sage Cheshire Aerospace у САД, као резултат петогодишњег заједничког рада међународног истраживачког тима на челу са техничким менаџером пројекта Артом Томпсоном и водећих стручњака у области авијације и астронаутике. Зато је њена конструкција засноване је на примени тренутно најсавременије опреме у авио и космичкој индустрије, у овој области.

#### Конструкција капсуле
Капсула је сферична структура пречника 6 стопа, у облику крушке, тешка 1.315 килограма, која у суштини представља пресуризовану кабину са диференцијалним притиском  од око 0,5 бара који одговара условима на надморској висини од око 4.800 метара, што је приказано на овој табели:
| Висина ()                              | Притисак у атмосфери (bar) | Притисак у капсули (bar) | Концентрација О2 у оделу (%) | Температура у атмосфери ( °C) | Температура у капсули ( °C) | Брзина пењања балона () |
| 12.000                                 | 0,117                      | 0,579                    | 26,0                         | -55,2                         | +15,1                       | 198                     |
| 15.000                                 | 0,117                      | 0,579                    | 25,5                         | -65,4                         | +13,9                       | 95                      |
| 20.000                                 | 0,076                      | 0,538                    | 30,8                         | -64,1                         | +13,1                       | 30                      |
| 25.000                                 | 0,046                      | 0,550                    | 25,4                         | -49,7                         | +12,3                       | 18                      |
| 30.000                                 | 0.027                      | 0,526                    | 26,3                         | -25,7                         | +12.7                       | 46                      |
| 32.500                                 | 0,023                      | 0,556                    | 21.5                         | -24,1                         | +12,3                       | 35,9                    |
| 39.068 Након отварања врата на капсули | 0,003                      | 0,003                    | 21,5                         | -6,1                          | +9,9                        |                         |

#### Главни делови капсуле
1. Пресуризована сфера (енгл. pressure sphere), направљена је од фибергласа (пластике ојачане епоксидним материјалима) и обојена противпожарном бојом), са улазним отвором и прозорима направљеним од акрила (плексигласа). У централном делу капсуле смештана је инструмент табла са екраном, камерама и седиштем. У унутрашњости сфера је све време лета била под диференцијалним притиском (око 0,5 бара) у односу на атмосферски који се са висином стално снижавао (све до 0,003 бара) тако да током успона Феликс није имао потребу да надувава висинско одел, што му је олакшавало управљање системима и штитило га од хипобарије.
2. Кавез-кош (енгл. cage), који са спољне стране окружује пресуризовану сферу направљен је од јаких челичних легура челика (хром-молибдена, које се често користи у ваздухопловној индустрији и мотоспорту) и даје јој потребну чврстину. На кавезу се налази и рам са прикључцима на којима се капсула привезује за балон, а такође и делови терета, падобранске системи за слетање капсуле.
3. Омотач-љуштура (енгл. shell), окружује пресуризовану сферу и метални кавез-кош и део је капсуле која је видљива за посматрача. Шкољка је од специјалне пене прекривена фибергласом и бојама, и има за циљ да обезбеди заштиту и топлотну изолацију капсуле у стратосфери, где је температура у просеку око (-56,7 °C). Висока је 11 стопа, са базом пречника 8 стопа. Њена широка, заобљена база пружа сигурну платформу на свом ободу која ће помоћи капсули да одржи стабилност током спуштања на земљу.
4. Основа и уложак за гњечење (енгл. base and crush pads), пречника 8 стопа је најшири део капсуле који има за циљ да основном панелу са доње стране капсуле пружи заштиту. Основа капсуле се састоји од 2 in (5,1 cm) дебелог панела од алуминијумског сендвич саћа који штити капсула од оштрих предмета током слетања и обезбеђује простор за монтажу оквира балона, система за контролу и других система, као што су батерије (извори напајања за системе капсуле и камере). Са спољашње стране основе налази се уложак или јастучић за гњечење, састављен од саћастих ћелија папира покривених фибергласом и противпожарним епокси смолама. Јастучићи су пројектовани да издрже оптерећење у моменту додира са земљом од 8 g, и обезбеди апсорпцију удара падобрана за слетање капсуле. Улошци за гњечење намењени су за једнократну употребу и морају бити замењен након сваког лета капсуле. Њихова функција гњечења, проверена је од стране инжењера у више од 150 тестова издржљивости.

### Висинско (пресуризовано) одело
Једина заштита Феликсовог тела, у току слободног пада (који је трајао 4 минута и 20 секунди) и спуштања падобраном (које је трајало 5 минута), било је висинско, пресуризовано заштитно одело са системима за одржавање живота и заштитним шлемом (у који је уграђен систем за комуникацију са контролом мисије (микрофон и слушалице)), посебно дизајнирано и конструисано за ову намену, али никад није опробано у слободном паду пре него што га Феликс почео да тестира.
Одело је пројектовано и направљено по узору на одела које носе пилоти у току лета на великим висинама, али је његова конструкција одређеним модификацијама и подешавањима побољшана у складу са резултатима бројних мерења и истраживања у току пробне фазе Ред бул стратос пројекта.
Одело је било тако дизајнирано да пружи заштиту Феликсовом телу од ниске и високе температуре (у распону од +37,7 °C до -68 °C), радијације, ветра и декомпресије на ниском атмосферском притиску од 0,135 bar-а (што је еквивалентно атмосферском притиску на надморској висини од 10.677 m).
За разлику од пилота који су статични у току лета и привезани за избацивао седиште, и користе шаку за управљање авионом, дотле падобранци у току слободног пада и спуштања падобраном морају без ограничења да користе покрете свих делова тела како би стабилизовали тело у слободном паду и управљали падобраном и главе како би примали визуелне сигнале и уочавали оријентире на земљи. Зато су одело и заштитни шлем морали да буту тако конструисани да у оптималним границама омогуће покрете тела и периферни вид.
Одело се састоји од четири слоја:
- Првог или унутрашњег који је Феликсу пружао удобност кретања,
- Другог под називом „гасна мембрана“, који је помагао у савладавању разлике у ваздушном притиску
- Трећег који је одржавао облик оделу
- Четврти или спољашњи, незапаљив који је штитио од спољашњих температурних утицаја и радијације.

Ред бул стратос одело, након успешно извршеног задатка, доказало је да може послужити као прототип за израду следећих генерација висинских одела под притиском.
За овај пројекат израђена су два одела за боравак на висини и један прототип у фази развоја.

### Падобрански системи
Пре мисије Ред бул стратос, оваква врста падобранских система примењена у овом пројекту никада није коришћен за спуштање тела слободним падом суперсоничном брзином из стратосфере. Примени ових система претходиле су године развоја и тестирања, након којих је настала револуционарна технологија у падобранству која је требало да омогући стабилизовање тела Феликс Баумгартнера за време његовог слободном падања, са висине од 39.000 метара.
Систем веза и ранац (контејнер)
Специјално дизајниран ранац у који је смештен стабилизирајући падобранчић и два падобрана (главни и резервни), спојени су уз систем веза са карабинима за причвршћивање опреме уз тело Феликса Баумгартнера. Уз систем веза придодате су четири ручке је висиномер, G-метар и опрема са две боце са кисеоником, које су Феликсу омогућавале најмање 10 минута удисања кисеоника на висини.
Падобрански систем који је коришћен у пројекту био је тежак око 27 кг (ради поређења класичан падобран је тежак око 9 кг, падобран за скокове са земаљских објеката и зграда 4 до 5 кг.
Кочиони стабилизирајући падобран са акцелерометром
Ова врста кочећег стабилизационог падобрана са акцелерометром (G-метар) такође је први пут примењена у падобранству за суперсоничне скокове, са циљем да функционише потпуно независно од главног и резервног падобрана.
Ако би тело Феликс постало нестабилно у току слободног пада, он би користио кочећи падобран да би се вратио из неконтролисаног положаја. Акцелерометар би аутоматски отворио кочећи и стабилизирајући падобран ако би Феликс доживео тумбање тела > 3,5 Gs у непрекидном трајању од 6 секунди.
Дугме за активирање стабилизирајућег падобрана постављено је у Феликсову рукавицу. Држећи ово дугме у трајању од три секунде он би активирао кочећи и стабилизирајући падобран.
Падобрани (главни и резервни)
Главни падобран од девет ћелија, био је спортски падобран класичне израде, који је Феликс активирао специјалном ручицом на апсолутној надморској висини од 2.500 метар или стварној висини, од површине тла од 1.524 метара.
Да би падобрани, главни и резервни, били безбедно активирани брзини Феликсовог тела је требало да буде око 150 чворова, што значи да је требало да системи успоре на око 277 км / час.
Резервни падобран је требало да се активира у случају отказивања главног падобрана, при брзини пропадања Феликсовог тела од 35 m/sec. или на висини од 610 m.

### Грудни пакет
Грудни пакет (енгл. chest pack) је посебно дизајниран (мале тежине величине) мултифункционални део опреме за ношење преко висинског одела. Подаци које је регистровала опрема у овом пакету имала је двоструку улогу:
- Да информише контролу мисије о тренутној Феликсовој брзини, положају и висини.
- Да по завршеној мисији буду коришћени од стране Одбора за регистрацију светских рекорда у ваздухопловном спорту и аеронаутици, Међународне федерације за аеронаутику (енгл. Fédération Aéronautique Internationale) за проверу евиденције о оствареним рекордима у току пројекта.

Листа опреме и функције садржане у грудном пакету
- Примопредајник, који је повезан са слушалицама и микрофоном у шлему.
- ГПС систем за праћење позиције.
- Телеметријска опрема (која омогућава снимање података и мониторинг са велике даљине).
- Камера високе резолуције, са погледом од 120° која је обухватала предњи део Феликсовог тела, као и терен испод Феликса.
- Систем за мерење инерције (IMU) који је извештавао о висини енгл. pitch/angle и спину.

## Фазе у реализацији пројекта
Реализација Ред бул стратос пројекта била је подељена у осам фаза:
- I и II фазу у току којих се одвијао успон капсуле уз помоћ балона на задату висину (38.969 метара),
- III до VII фазу које су обухватиле слободни пад и спуштање падобраном
- VIII фазу у току које је уз помоћ даљинских команди обављен повратак балона и капсуле на земљину површину.

Лансирање балона са Баумгартнером у капсули завршено је, приближно у 09.30 МДТ (15.30 UTC)
Балон је достигао максималну висину 38.969 m (127.851 ft) после 2 часа и 30 минута успона.
Баумгартнер је након достизања задате висине и обављања свих прегледа, подешавања и припреме опреме за скок, прво депресуризовао капсулу и изједначио притисак у њој са атмосферским, потом отворио врата на капсули, заузео положај на платформи за скок и скочио, приближно у 12.07 МДТ (18.07 UTC).
На око 30.000 m (98.000 ft), Баумгартнер је достигао брзину звука (1,25 маха или 1.357,64 km/h, после отприлике 00.40 секунди слободног пада. После око 3 минута и 30 секунди у слободном паду, у слојевима атмосфере која је постала све гушћа, отпор ваздуха је успорио кретање Баумгартнеровог тела.
Отварање стабилизирајућег падобрана почело је након 4 мин и 16 сек и завршило се 4 мин 19 сек након скока, нешто раније него што је то било планирано.
Баумгартнер је отворио падобран на 2.516 m (8.255 ft) изнад нивоа мора, или 1.500 метара изнад нивоа тла.
Око 5 минута трајало је спуштање са отвореном куполом падобрана, до приземљења, (приближно у 12.17 МДТ (18.17 UTC), када је и завршена седма фаза пројекта доскоком на тло Новог Мексика, 36 километара од места са кога је Феликс узлетео.
Контрола мисије је, у последњој осмој фази пројекта, уз помоћ даљинских команди одвојила балон од капсуле и безбедно падобраном спустила капсулу на Земљу, која је пала 88 километара источно од места где се спустио Баумгартнер.

## Физиолошка напрезања Баумгартнеровог организма у току пројекта
Учесталост срчаног ритма
У току реализације пројекта Баугартнерово срца достигло је максималну учесталост срчаног ритма од 185 откуцаја у минути (након изласка из капсуле). У периоду пре лансирања, за време удисања 100% кисеоника, учесталост срчаног ритма се кретала од 40 до 100 откуцаја а током успона балона од 60 до 100 откуцаја. У току слободног пада учесталост Баумгартнеровог срчаног ритма кретала се од 155 до 175 откуцаја/мин, тако да је у тренутку када је телом, на путу ка земљи, достигао брзину од 1,25 маха, била 169 откуцаја/мин. Након отварања падобрана и лебдења уз помоћ падобрана, учесталост срчаног ритма се кретала од 155 до 180 откуцаја/мин. У моменту пред и у току доскока на земљу учесталост срчаног ритма била је 163 а у току лета хеликоптером до контролног центра мисије око 100 откуцаја/мин.
Учесталост дисајног ритма
Учесталост Феликсовог дисања или број удисаја/мин, била је највећа током слободног пада и кретала се од 30 до 43 удисаја/мин.
Дејство гравитације
У почетној фази слободног пада, због јако мале густине ваздуха и велике брзине пропадања, тело Баумгартнера је било 25,2 секунде изложено апсолутном бестежинском стању, да би након тога, ушло у фазу ротације (тумбања) у трајању од око 13 секунди, која је при максималној брзини пропадања достигла око 60 обртаја/мин.
Сви анализирани подаци након мисије говоре да су физиолошка напрезања Баумгартнеровог организма била у предвиђеним границама, и никада преко граница безбедности. (нпр, мерач „g“ оптерећења, који је носио на зглобу, никада није показао да је тело било изложено оптерећењу дужег трајања од 6 секунди на 3,5 g), тако да је изложеност његова лобања оптерећењу, остало испод 2  за време ротационог кретања (трајања тумбања). 
|                                         | 15. март 2012. | 27. јул 2012. | 14. октобар 2012. |
| --------------------------------------- | -------------- | ------------- | ----------------- |
| Висина скока                            | 21.828,3 m     | 29.610,0 m    | 38.969,4 m        |
| Трајање < 0,1 G                         | 6,1 sec        | 9,3 sec       | 25,2 sec          |
| Број срчаних откуцаја у минуту          | 140-180        | 115-182       | 143-185           |
| Број респирација у минуту               | 22,1-33,8      | 25,0-39,2     | 22,1-43,1         |
| Оптерећење у моменту отварања падобрана | 3,21 g         | 3,49 g        | 3,27 g            |
| Оптерећење у моменту доскока            | 4,06 g         | 4,11 g        | 3,04 g            |

## Резултати пројекта
У оквиру пројекта „Ред бул стратос“ Феликс Баумгартнер је скоком из стратосфере оборио три светска рекорда:
1. Пробио границу брзине звука (1.224 km/h), слободним падом (у току слободног пада Феликсовово тело, достигло је брзину од:
— 377,1 m/sec или 1.357,6 km/h или 843,6 mph или 1,25 М.
2. Остварио највиши лет балоном, којим је управљао човек:
— 39.045 m (128.100 ft).
3. Савладао највишу висину слободним падом тела изнад земљине површине:
36.402,6 m (119.431 ft).
Једини светски рекорд који Феликс није остварио (а био је планиран), је рекорд у дужини слободног пада који је према прорачуну требало да траје између пет и шест минута.
Укупно трајање слободног пада до отварања кочећег и стабилизирајућег падобрана било је:
— 4 мин 20 сек.
Укупно трајање скока (до контакта са земљом) било је:
— 9 мин 9 сек.

## Бивши и рекорди остварени у мисији Ред бул стратос
| Назив рекорда                                             | Бивши рекордери                           | Датум                                     | Бивши рекорди                             | Феликс Баумгартнер Аустрија | Могући и реализовани рекорди     |
| --------------------------------------------------------- | ----------------------------------------- | ----------------------------------------- | ----------------------------------------- | --------------------------- | -------------------------------- |
| Висина скока                                              | Џозеф Китинџер Сједињене Државе           | 16. август 1960.                          | 31.333 m                                  | 38.969,4 m                  | Остварен по мишљењу: CSC USA FAI |
| Висина слободног пада                                     | Јевгениј Андрејев СССР                    | 1. новембар 1962.                         | 24.500 m                                  | 36.402,6 m                  | Остварен по мишљењу: CSC USA FAI |
| Време трајања слободног пада без стабилизујућег падобрана | Јевгениј Андрејев СССР                    | 1. новембар 1962.                         | 4 мин 30 сек                              | 4 мин 20 сек                | Није остварен                    |
| Изнад брзине звука                                        | Први пут у историји 14. октобра 2012.     | Први пут у историји 14. октобра 2012.     | Први пут у историји 14. октобра 2012.     | 1.357,6 km/h = 1,25 М       | Остварен по мишљењу: CSC USA FAI |
| Брзина током слободног пада                               | Рекорд није остварен до 14. октобра 2012. | Рекорд није остварен до 14. октобра 2012. | Рекорд није остварен до 14. октобра 2012. | 1.357,6 km/h = 1,25 М       | Остварен по мишљењу: CSC USA FAI |